# Salorno sulla Strada del Vino
Salorno sulla Strada del Vino (en allemand, Salurn an der Weinstraße) est une commune italienne située dans la province autonome de Bolzano dans la région du Trentin-Haut-Adige.

## Géographie
La commune s'étend sur 33 km2 à 224 m d'altitude, dans la petite région de Bassa Atesina (Bozner Unterland), à l'extrémité sud de la province à la frontière avec le Trentin, près de l'Adige.
Elle comprend les hameaux de Cauria (Gfrill) et Pochi (Buchholz).

### Communes limitrophes
Les communes limitrophes sont  Altavalle, Capriana, Cembra Lisignago, Cortina sulla Strada del Vino, Egna, Giovo, Magrè sulla Strada del Vino, Mezzocorona, Montagna sulla Strada del Vino et Roveré della Luna.

### Transports
Le centre de Salorno est traversé par la route nationale 12 qui mène au nord jusqu'au col du Brenner. L'autoroute A22 passe tout près du village. La commune est desservie par une gare ferroviaire sur la ligne du Brenner.

## Toponymie
Le toponyme est attesté au VIIIe siècle comme Salurnis dans l'Histoire des Lombards de Paul Diacre, puis Salurne en 1184-1186 et Salurn en 1288 et dérive probablement du terme pré-romain sala avec le sens de « marais ». Selon une autre théorie possible, le nom de cette ville dériverait de Solis Urnae (« tombeau du soleil »), étayée par le fait que Salorno ne voit en réalité que très rarement le soleil en hiver.
Jusqu'au 11 octobre 2019, sa dénomination était uniquement Salorno / Salurn ; la loi régionale no 5 du 19 septembre 2019 a ajouté au nom sulla Strada del Vino / an der Weinstraße (« sur la route du vin »).

## Histoire
Salorno faisait autrefois partie du diocèse de Trente, mais dès le XIIIe siècle, les comtes du Tyrol obtinrent la souveraineté du village. Le Weistum rédigé en moyen haut allemand en 1403 constitue les statuts qui définissent les droits de la communauté sous le pouvoir des Habsbourg, comtes du Tyrol.
Jusqu'à la Première Guerre mondiale, Salorno faisait partie du district de Bolzano dans l'Empire austro-hongrois. À la suite de la victoire italienne scellée par le traité de Saint-Germain-en-Laye, elle fut annexée, avec l'ensemble du Tyrol du Sud au royaume d'Italie.
Pendant la période fasciste, la municipalité de Salorno est réunie avec l'ensemble de la Bassa Atesina à la province de Trente, pour faciliter son italianisation. L'usage de l'allemand en public et son enseignement sont interdits, mais la minorité germanophone s'organise en créant des classes clandestines, les Katakombenschulen dans lesquelles la langue allemande est enseignée.
En 1948, Salorno est rattachée à la province de Bolzano en vertu de l'accord De Gasperi-Gruber et compte tenu également de la volonté exprimée par la population germanophone de Bassa Atesina.

## Population et société

### Démographie
| 1921  | 1931  | 1936  | 1951  | 1961  | 1971  | 1981  | 1991  | 2001  |
| ----- | ----- | ----- | ----- | ----- | ----- | ----- | ----- | ----- |
| 2 662 | 2 654 | 2 711 | 2 785 | 2 782 | 2 632 | 2 549 | 2 548 | 2 938 |

| 2011  | 2020  | - | - | - | - | - | - | - |
| ----- | ----- | - | - | - | - | - | - | - |
| 3 533 | 3 791 | - | - | - | - | - | - | - |

### Langues
En 2011, la population avait pour langue maternelle l'italien à 61,85 %, l'allemand à 37,74 % et le ladin à 0,4 %. Salorno est l'une des cinq communes de la province de Bolzano dont la population est majoritairement italophone.

## Politique et administration
La commune est administrée par un conseil de dix-huit membres élus pour un mandat de cinq ans. Les dernières élections ont eu lieu en septembre 2020.
| Période                                  | Période  | Identité                 | Étiquette     | Qualité |
| ---------------------------------------- | -------- | ------------------------ | ------------- | ------- |
| 2000                                     | 2015     | Giorgio Marco Giacomozzi | Liste civique |         |
| 2015                                     | En cours | Roland Lazzeri           | SVP           |         |
| Les données manquantes sont à compléter. |          |                          |               |         |

## Culture et patrimoine
Le château de Salorno (Hardeburg) s'élève sur un éperon rocheux au sud du village. Il remonte au XIIIe siècle mais il a fait l'objet de nombreuses transformations au cours des siècles.
L'église Saint-André-Apôtre a été construite entre 1628 et 1640 sur les plans de l'architecte Francesco Lucchese. Le clocher, vestige d'une ancienne église médiévale, est détaché du corps de l'édifice.

## Personnalités
- Josef Noldin, organisateur des Katakombenschulen à Salorno sous le régime fasciste, il est déporté en 1927 sur l'île Lipari[8].